# Авельянеда (департамент, Сантьяго-дель-Эстеро)
Департамент Авельянеда  (исп. Departamento de Avellaneda) — департамент в Аргентине в составе провинции Сантьяго-дель-Эстеро.
Территория — 3902 км². Население — 20763 человек. Плотность населения — 5,30 чел./км².
Административный центр — Эррера.

## География
Департамент расположен в центральной части провинции Сантьяго-дель-Эстеро.
Департамент граничит:
- на севере — с департаментом Сармьенто
- на востоке — с департаментом Хенераль-Табоада
- на юге — с департаментами Салавина, Агирре
- на юго-западе — с департаментом Атамиски
- на северо-западе — c департаментом Сан-Мартин

## Административное деление
Департамент включает 5 муниципалитетов:
- Колония-Дора
- Эррера
- Иканьо
- Лугонес
- Реаль-Саяна

## Важнейшие населенные пункты
| № | Населённый пункт | Населённый пункт (исп.) | Категория | Население чел. (2010) | На карте                        |
| - | ---------------- | ----------------------- | --------- | --------------------- | ------------------------------- |
| 1 | Колония-Дора     | Colonia Dora            | город     | 3364                  | 28°36′06″ ю. ш. 62°57′03″ з. д. |
| 2 | Иканьо           | Icaño                   | поселок   | 1975                  | 28°40′45″ ю. ш. 62°53′03″ з. д. |
| 3 | Эррера           | Herrera                 | поселок   | 1894                  | 28°28′55″ ю. ш. 63°04′04″ з. д. |
| 4 | Реаль-Саяна      | Real Sayana             | поселок   | 1412                  | 28°48′54″ ю. ш. 62°50′43″ з. д. |
| 5 | Лугонес          | Lugones                 | поселок   | 1222                  | 28°20′16″ ю. ш. 63°20′26″ з. д. |
| 6 | Вилья-Майлин     | Villa Mailín            | поселок   | 1061                  | 28°28′55″ ю. ш. 63°16′35″ з. д. |